# Подмельовець
Подмельовець (пол. Podmielowiec) — село в Польщі, у гміні Бодзентин Келецького повіту Свентокшиського воєводства.
Населення — 234 особи (2011).
У 1975-1998 роках село належало до Келецького воєводства.

## Демографія
Демографічна структура на день 31 березня 2011 року:
|          | Загалом | Допрацездатний вік | Працездатний вік | Постпрацездатний вік |
| -------- | ------- | ------------------ | ---------------- | -------------------- |
| Чоловіки | 117     | 26                 | 80               | 11                   |
| Жінки    | 117     | 18                 | 65               | 34                   |
| Разом    | 234     | 44                 | 145              | 45                   |